# Anuga (handelsbeurs)
De Allgemeine Nahrungs- und Genussmittel-Ausstellung (Anuga) (Algemene voedsel-en genotsmiddelententoonstelling) geldt als 's werelds grootste handelsbeurs op het gebied van levensmiddelen en hygiëne en processing.
De Anuga vindt ieder oneven jaar plaats in Keulen en omvat tien beurzen in verschillende categorieën levensmiddelen. Het evenement vindt plaats in de Koelnmesse. De beurs, die altijd vijf dagen duurt, vond al 33 keer plaats. De laatste editie liep van zaterdag 7 oktober tot en met woensdag 11 oktober 2017.